# Pierre Monichon

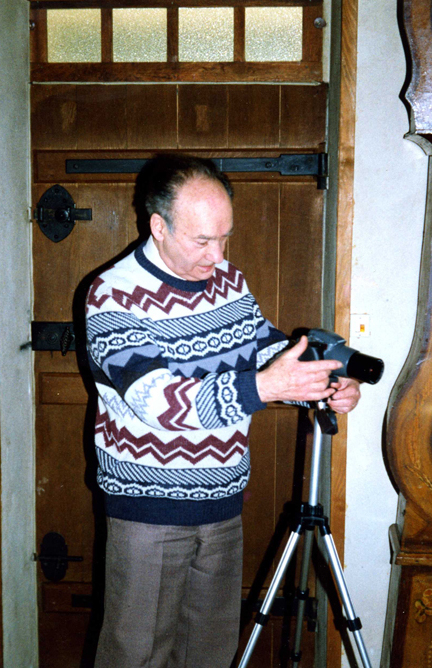

Pierre Monichon (* 24. Oktober 1925 in Lyon; † 1. September 2006 in Chamigny) war ein französischer Musikpädagoge und -wissenschaftler und Erfinder des Harmonéon, eines Konzertakkordeons.
Monichon studierte an der École César-Franck Harmonielehre bei Yves Margat, Musikanalyse bei Guy de Lioncourt, Kontrapunkt und Fuge bei René Alix und Albert Bertelin, Musikgeschichte bei Michel Garcin und Musikgeschichte bei Norbert Dufourcq.
Er besaß eine Sammlung von Durchschlagzungeninstrumenten, erforschte deren Geschichte und schrieb mehrere Bücher über sie, darunter die grundlegende Petite Histoire de l'Accordéon (1958). 1945 gründete er das Akkordeonensemble Les 12 Organola.
Im Bestreben, ein klassischen Soloinstrumenten gleichwertiges Instrument zu
entwickeln, erfand er 1948 das Harmonéon. Dieses ist ein chromatisches Akkordeon, dessen Knopfgrifftastatur auf der Diskantseite eine bau- und funktionsgleiche auf der Bassseite gegenübersteht. Bereits 1959 spielte Alain Abbott erste Konzerte auf diesem Instrument, das 1974 vom französischen Kultusministerium offiziell anerkannt wurde.
1971 gründete Monichon eine Akkordeonklasse am Konservatorium von Aubervilliers, in Château-Thierry unterrichtete er Musikgeschichte. 1982 wurde er als Chevalier des Arts et des Lettres ausgezeichnet. Im Folgejahr fungierte er als Präsident der Jury des Conservatoire de Paris. Zu seinen Schülern zählten u. a. Charles Taupin, Monique Lecoq, Lucien Deloirs, Jacky Gilbert und Daniel Tessedou.
Monichon verstarb am 1. September 2006 im Alter von 80 Jahren.

## Schriften
- Petite Histoire de l'Accordéon, Paris 1958
- L'Accordéon, Presses Universitaires de France, 1971
- L'Accordéon, Van de Velde, Paris und Payot, Lausanne, 1985
- L'Accordéon, Pierre Monichon/Alexandre, Juan éditions Cyrill Demian, 2012

| Personendaten    | Personendaten                                                            |
| ---------------- | ------------------------------------------------------------------------ |
| NAME             | Monichon, Pierre                                                         |
| KURZBESCHREIBUNG | französischer Musikpädagoge und -wissenschaftler, Erfinder des Harmonéon |
| GEBURTSDATUM     | 24. Oktober 1925                                                         |
| GEBURTSORT       | Lyon                                                                     |
| STERBEDATUM      | 1. September 2006                                                        |
| STERBEORT        | Chamigny                                                                 |